# Andoni Goikoetxea Olaskoaga
Andoni Goikoetxea Olaskoaga (Alonsotegui, 23 mei 1956) is een voormalig Spaans profvoetballer. Hij is vooral bekend als verdediger bij Athletic de Bilbao in de jaren zeventig en tachtig van de twintigste eeuw.

## Clubcarrière
Goikoetxea begon als voetballer bij de amateurclub Arbuyo. In 1974 ging hij voor het tweede elftal van Athletic de Bilbao spelen en een jaar later debuteerde de verdediger in het eerste elftal. Goikoetxea won met Athletic tweemaal de Spaanse landstitel (1983, 1984) en de Copa del Rey in 1984. Op 24 september 1983 vestigde hij op de vierde speeldag van het seizoen 1983/'84 negatief de aandacht op zich door met een woeste tackle van achteren het been van FC Barcelona-sterspeler Diego Maradona te breken, wat hem de bijnaam De Slager van Bilbao opleverde. Eerder, in 1981, had hij ook al de rechterknie van toenmalig Barça-speler Bernd Schuster aan flarden getrapt. In 1987 vertrok Goikoetxea van Athletic naar Atlético de Madrid, waar hij in 1990 zijn profloopbaan beëindigde.

## Interlandcarrière
Goikoetxea speelde 39 wedstrijden in het Spaans nationaal elftal, waarin hij vier doelpunt maakte. Zijn debuut was op 16 februari 1983 tegen Nederland. Op 27 januari 1988 speelde de verdediger tegen de DDR zijn laatste interland. Goikoetxea behoorde tot de Spaanse selecties voor het EK 1984 in Frankrijk en het WK 1986 in Mexico.

## Trainerscarrière
Na zijn loopbaan als profvoetballer was Goikoetxea werkzaam als trainer bij verschillende Spaanse clubs. In het seizoen 1996/1997 leidde hij UD Salamanca naar een tweede plaats in de Segunda División A, waardoor de club promoveerde naar de Primera División. Goikoetxea was in 1994 assistent van Javier Clemente, zijn voormalige trainer bij Athletic de Bilbao, tijdens het WK in de Verenigde Staten.
1 Arconada  ·
2 Urquiaga ·
3 Camacho ·
4 Maceda ·
5 Goikoetxea ·
6 Gordillo ·
7 Señor ·
8 Víctor Muñoz · 
9 Santillana ·
10 Gallego ·
11 Carrasco ·
12 Salva ·
13 Buyo ·
14 Julio Alberto ·
15 Roberto ·
16 Francisco ·
17 Alonso ·
18 Butragueño ·
19 Sarabia ·
20 Zubizarreta ·
Coach: Miguel Muñoz
1 Zubizarreta ·
2 Tomás ·
2 Camacho  ·
4 Maceda ·
5 Víctor Muñoz ·
6 Gordillo ·
7 Señor ·
8 Goikoetxea · 
9 Butragueño ·
10 Carrasco ·
11 Julio Alberto ·
12 Setién ·
13 Urruti ·
14 Gallego ·
15 Chendo ·
16 Rincón ·
17 Francisco ·
18 Calderé ·
19 Salinas ·
20 Eloy ·
21 Míchel ·
22 Ablanedo ·
Coach: Miguel Muñoz